# Rousseauxia andringitrensis
Rousseauxia andringitrensis är en tvåhjärtbladig växtart som först beskrevs av Joseph Marie Henry Alfred Perrier de la Bâthie, och fick sitt nu gällande namn av Jacq.-fél.. Rousseauxia andringitrensis ingår i släktet Rousseauxia och familjen Melastomataceae. Inga underarter finns listade i Catalogue of Life.